# Torshags Bomullsspinneri

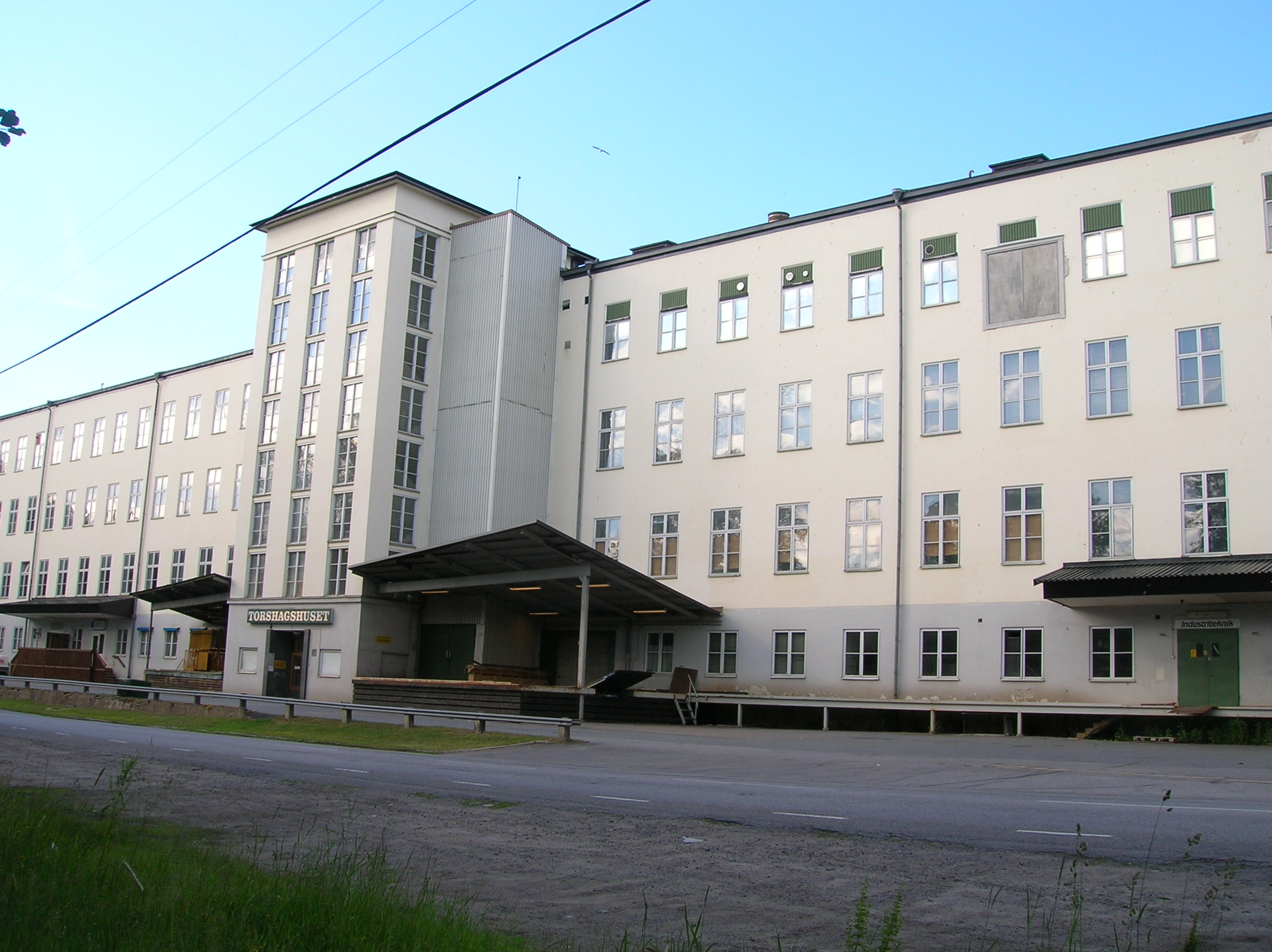
Bomullsfabriksbyggnaden från 1950, som brukar kallas Torshagshuset.

Torshags bomullsspinneri var en industri belägen i Torshag vid Åby utanför Norrköping.
Industrin anlades 1845 av Hjalmar Leopold och hade redan 1850 200 anställda. Kraften kom  från vattenfallet från Nedre Glottern med 22 m fallhöjd. Ångmaskin fanns som reservkraft vid lågvatten. Efter Hjalmar Leopolds död 1851 övertogs anläggningen av Gustaf Eklund. Under amerikanska inbördeskriget stod anläggningen still i tre år på grund av råvarubrist.  Anläggningen köptes 1884 av Stockholms bomullsspinneri och väfveri AB som drev fabriken i 75 år. Spinneriet hade även en kemisk blekningsanläggning. Företagets spinneri på Barnängen på Södermalm i Stockholm lades ner 1952 och flyttades till Torshag. Fabriken sysselsatte år 1955 över 300 personer. Verksamheten lades ner 1961, undantaget ett färgeri som under annat företagsnamn (STOBO AB) fanns kvar till 1979.
En fabriksbyggnad i fyra våningar (Torshagshuset) uppförd 1950 finns kvar, likaså äldre arbetarbostäder.